# Massimo Mauro
Massimo Mauro (Catanzaro, Italia, 24 de mayo de 1962) es un exfutbolista, dirigente deportivo, político y comentarista televisivo italiano. Jugó de mediocampista.
Un jugador de equipo trabajador y tácticamente inteligente, a lo largo de su carrera, fue conocido en particular por su técnica y habilidad de centro en la banda derecha. A pesar de no ser particularmente rápido, debido a su robusto físico, pudo sobresalir en esta posición debido a su visión y sentido posicional, así como a su control y fuerza, que le permitieron sostener el balón para sus compañeros de equipo. Su hermano Gregorio también jugaba al fútbol profesionalmente.

## Trayectoria
Se formó en el Catanzaro, club de su ciudad natal, con el que debutó en Serie A el 27 de abril de 1980 frente al Milan. Luego vistió la camiseta de Udinese, Juventus y Napoli, jugando al costado de Zico, Michel Platini y Diego Armando Maradona. Escribió con Luca Argentieri un libro autobiográfico sobre estas experiencias, con el título Ho giocato con tre geni (Jugué con tres genios).
Del octubre de 1997 al julio de 1999 revistió el cargo de presidente del Genoa Cricket and Football Club.

## Selección nacional
Ha sido internacional con la Selección Sub-21 de Italia, disputando 17 partidos y marcando un gol frente España.

## Clubes
| Club           | País   | Año         |
| -------------- | ------ | ----------- |
| US Catanzaro   | Italia | 1979 - 1982 |
| Udinese Calcio | Italia | 1982 - 1985 |
| Juventus FC    | Italia | 1985 - 1989 |
| SSC Napoli     | Italia | 1989 - 1993 |

## Palmarés

### Campeonatos nacionales
| Título              | Club        | País   | Año         |
| ------------------- | ----------- | ------ | ----------- |
| Serie A             | Juventus FC | Italia | 1985 - 1986 |
| Serie A             | SSC Napoli  | Italia | 1989 - 1990 |
| Supercopa de Italia | SSC Napoli  | Italia | 1990        |

### Copas internacionales
| Título                | Club        | País   | Año  |
| --------------------- | ----------- | ------ | ---- |
| Copa Intercontinental | Juventus FC | Italia | 1985 |

## Política
En 1996 fue elegido representante de la Cámara de Diputados italiana en la circunscripción XXIII Calabria, en las listas del Olivo, y se inscribió en el grupo de los Demócratas de Izquierdas. En el mayo de 2006 se presentó como candidato a las elecciones municipales de Turín en las listas del Olivo y fue elegido concejal. Después de la disolución del Olivo, adhirió al Partido Democrático.